# Ekologie měkkýšů
Zástupci všech tříd měkkýšů žijí vždy v moři, ale někdy navíc vyhledávají i jiné biotopy. Některé druhy mlžů žijí ve sladkých vodách. Některé druhy plžů žijí ve slané vodě, některé ve sladké vodě a některé se přizpůsobily životu na souši.
Hlavonožci jsou draví. Plži jsou většinou býložraví nebo všežraví. Někteří plži jsou zemědělsky významní škůdci (např. plzák španělský nebo slimáčci. Někteří plži jsou draví. Mlži jsou filtrátoři.
Měkkýši jsou důležitou součástí potravy jiných živočichů včetně člověka. Plži často fungují v přírodě jako mezihostitelé motolic.

## Potrava měkkýšů
Plži fungují v ekosystému většinou jako konzumenti 1. řádu. Zpracovávají např. také odumřelé listy a tak zpřístupňují živiny (minerální látky) pro růst rostlin. Vitrea sp., Euconulus sp. skeletují vlhké, zčásti rozložené listí opadu. Juvenilní stadia plžů se živí řasami na povrchu půdy (jako např. slimáčci). Vodní plži se živí vodními rostlinami a umožňují tak přístup bakteriím k rostlinným tkáním. Rostliny pak hnijí a jsou zdrojem žádané potravy. Bakteriemi se živí různé larvy hmyzu.  Vodní plži se také živí sedimentujícími planktonními řasami (planktonní déšť). Býložraví nebo všežraví plži se mohou stát zemědělskými škůdci.
Někteří měkkýši jsou ale masožraví, a jsou tedy konzumenti 2. řádu, výjimečně i vyšších řádů. Mezi dravé druhy patří Daudebardia, Vitrina, Hyalinia či Circinaria, která loví hlavně roupice. Mořský plž rodu Janthina se živí převážně paruskami, jako je např. paruska desková (Velella velella), jež patří mezi trubýše Siphonophora.
Plž Elysia viridis požírá řasy, jejich chloroplasty však přežívají delší dobu v těle plže a tvoří sacharidy, protože se plž zdržuje u hladiny.

## Měkkýši jako vektory
Hlemýždi fungují také jako vektor pro šíření houby Phytophthora palmivora.
Výjimečně mohou plži přenášet pyl (malakogamie). Podle některých autorů pyl okřehku (Lemna) a blatouchu (Caltha) přenášejí vodní plži. Pyl těchto rostlin se ale pasivně šíří vodou i bez plžů. Uvádí se také jako příklad malakogamie opylování mokrýše (Chrysopsplenium) na prameništích.

## Výskyt měkkýšů

### Odolnost vodních měkkýšů
Některé druhy dobře snáší chlad. Radix peregra leze i po ledě a Planorbis planorbis může přezimovat i zamrzlý v ledu.
Slávička mnohotvárná patří mezi euryhalinní živočichy = může žít v mořské, brakické i sladké vodě. Při přechodu do jiného prostředí potřebuje však vždy určitou adaptační dobu. Někteří ulitnatí suchozemští plži snášejí také delší pobyt v mořské vodě a někteří sladkovodní plži až 2 týdny. Ve spojení s mořskými proudy je to důležité pro transport a šíření druhů. Částečně euryhalinní je také slávka jedlá Mytilus edulis: žije ještě v Botnickém zálivu (3 promile soli), ale dosahuje zde velikosti pouze 21 mm oproti maximální velikosti 110 mm v Kielském zálivu.
Vodní živočichové mohou být větší než suchozemští, protože voda má větší hustotu než vzduch a oni nejsou omezováni pevností kostry. Příkladem je největší měkkýš: krakatice Architeuthis dux může dorůst 18 i více metrů. Větší živočichové jsou také ve studených vodách, např. kolem Newfoundlandu jsou nápadně větší hlavonožci (studený Labradorský proud).
Přisedlí mořští měkkýši v supralitorálu a eulitorálu jsou často eurytermní, protože na ně za odlivu praží Slunce.
Sublitorál je charakteristický usazenými schránkami měkkýšů, často odpovídá metalimnionu (termoklina) a bývá v hloubce 7 – 12 m.
Krakatice Architeuthis žijí ještě ve 450 m. Krytožábří plži pronikají do hloubek téměř 2000 m.
Hlavonožec Cirrothauma murray, Lysotheuthis diadema a hlavonožci řádu Wampyromorpha se vyskytují ještě ve 3000 m. Chroustnatky žijí ještě ve 4200 m. Kelnatky žijí ještě ve 4800 m.
Sépie Bolitaena pygmaea žije ještě ve 5400 m. Plži zahrabaní v bahně žijí ještě ve 6860 m.
Mlži žijí ještě v neuvěřitelné hloubce 9000 m.
Srdcovka Cardium je velmi odolná proti hydrostatickému tlaku a hyne až při 400 - 600 kp, to odpovídá hloubce 4 až 6 km. Naproti tomu hřebenatka obrovská Placopecten megallanicus při komerčním výlovu z velkých hloubek hyne, ale z malých hloubek nikoliv.
Hlubinné a chladnomilné druhy mají menší schránky, protože při vyšším tlaku a nižší teplotě je zvýšená rozpustnost CO2 a hůře se vylučuje CaCO3.

### Odolnost suchozemských měkkýšů
Plži žijí i v nadmořských výškách až 5000 m n. m. (hranice trvalého života pro člověka je 5000 m, trvalá obydlí jsou nejvýše ve 4800 m n. m.). Mlži vystupují nejvýše téměř do 4000 m n. m.
Měkkýši jsou také velmi odolní vůči radioaktivnímu záření. Pro usmrcení slimáka je potřebná dávka 20 000 R (rentgen). Pro srovnání: ještěrka - několik tisíc R, člověk - 500 R, genetické změny se objevují již při dávkách menších než 100 R.